# Graaf Sisters
Graaf Sisters är ett musikalbum från 1998 av systrarna Graaf.

## Låtlista
1. Hold You - 4:05
2. You Got (What I Want) - 4:26
3. Never Never - 3:09
4. I Wish - 4:18
5. Let It Be Forever - 4:04
6. Close to You (feat. D-Flex) - 2:50
7. Give It Up - 2:54
8. Heartbreaker - 4:29
9. Good Good Goodie Goodbye - 3:20
10. I Wanna Be Your Lover - 3:35
11. Outro - 1:02

## Medverkande musiker
- Hannah Graaf, Magdalena Graaf - sång
- Björn Engelmann - mastering
- Christer Sandelin - producent (spår: 1-8, 10-11)
- Per Adebratt - producent (spår: 1-8, 10-11)
- Tommy Ekman - producent (spår: 1-8, 10-11)
- Martin Pihl, Rob 'N' Raz producent (spår: 9)

## Listplaceringar
| Lista (1998-1999) | Topplacering |
| ----------------- | ------------ |
| Finland           | 26           |
| Sverige           | 16           |

### Fotnoter
1. ↑  ”Graaf Sisters - Album”. Discogs. https://www.discogs.com/master/view/344044. Läst 9 oktober 2019.
2. ↑  ”Graaf Sisters”. Finnishcharts. http://finnishcharts.com/showitem.asp?interpret=Graaf&titel=Graaf+Sisters&cat=a. Läst 17 november 2012.
3. ↑  ”Graaf Sisters”. Hitparad. http://hitparad.se/showitem.asp?interpret=Graaf&titel=Graaf+Sisters&cat=a. Läst 17 november 2012.